# Овчаров, Сергей Михайлович
Серге́й Миха́йлович Овчаро́в (род. 29 апреля 1955 года, Ростов-на-Дону) — советский и российский кинорежиссёр, сценарист, преподаватель (СПбГИКиТ). Заслуженный деятель искусств Российской Федерации (1994).

## Биография
В 1976 году окончил Московский государственный институт культуры (мастерская Григория Рошаля). В 1979 году окончил Высшие режиссёрские и сценарные курсы Госкино СССР (мастерская Глеба Панфилова). С 1979 года работает на киностудии «Ленфильм» в качестве режиссёра-постановщика высшей категории.
В качестве театрального режиссёра-постановщика и сценографа работал в Москве в Театре на Таганке.
В период с 1972 года по настоящее время им написано около трёх десятков сценариев учебных, рекламных, клипов, короткометражных и полнометражных киносценариев.
К нереализованным замыслам режиссёра, работа над которыми была начата, но не завершилась, относятся фильмы «Чевенгур» по Платонову, «Конёк-Горбунок» по Ершову, а также «Мёртвые души» по Гоголю.

### Семья
Сын — Пётр Сергеевич Овчаров, российский пианист и педагог, проживает в Южной Корее.

## Фильмография
| Год  | Формат           | Фильм                    | Должность | Должность | Должность | Должность                 |
| Год  | Формат           | Фильм                    | Режиссёр  | Сценарист | Художник  | Актёр                     |
| ---- | ---------------- | ------------------------ | --------- | --------- | --------- | ------------------------- |
| 1977 | Короткометражный | Шоссе                    | зелёная ✓ | зелёная ✓ |           |                           |
| 1979 | Короткометражный | Нескладуха               | зелёная ✓ | зелёная ✓ |           |                           |
| 1980 | Короткометражный | Барабаниада              | зелёная ✓ | зелёная ✓ |           | Роль: человек с барабаном |
| 1983 | Полнометражный   | Небывальщина             | зелёная ✓ | зелёная ✓ |           |                           |
| 1986 | Полнометражный   | Левша                    | зелёная ✓ | зелёная ✓ |           |                           |
| 1989 | Полнометражный   | Оно                      | зелёная ✓ | зелёная ✓ |           |                           |
| 1993 | Полнометражный   | Барабаниада              | зелёная ✓ | зелёная ✓ |           |                           |
| 1999 | Короткометражный | Мифы. Фараон             | зелёная ✓ | зелёная ✓ | зелёная ✓ |                           |
| 2000 | Короткометражный | Мифы. Сочинушки          | зелёная ✓ | зелёная ✓ | зелёная ✓ |                           |
| 2000 | Короткометражный | Мифы. Яблоко             | зелёная ✓ | зелёная ✓ | зелёная ✓ |                           |
| 2000 | Короткометражный | Мифы. Подвиги Геракла    | зелёная ✓ | зелёная ✓ | зелёная ✓ |                           |
| 2001 | Полнометражный   | Сказ про Федота-стрельца | зелёная ✓ | зелёная ✓ |           |                           |
| 2008 | Полнометражный   | Сад                      | зелёная ✓ | зелёная ✓ |           |                           |

## Награды и премии
- 1981 — Гран При МКФ имени Анри Ланглуа (Франция)
- 1985 — Гран При «За лучший дебют» 1 Всесоюзный кинофестиваль «Россия»
- 1986 — Профессиональная премия киноассоциации «Ленфильм» «Лучший режиссёр года» за фильм «Левша»
- 1986 — Профессиональная премия киноассоциации «Ленфильм» «Лучший сценарист года» за фильм «Левша»
- 1989 — Гран При «Серебряная пластина» МКФ «Новое кино» (Италия, Пезаро)
- 1989 — Приз кинопрессы «Ника 90»
- 1993 — Гран При «Золотой орёл» Тбилисского международного Кинофестиваля
- 1993 — Специальный приз Большого жюри и Спецприз Христианского Жюри Московского международного кинофестиваля
- 1993 — «Лучший кинорежиссёр года» приз Российской кинопрессы
- 1993 — «Золотой овен» (лучший режиссёр года, жюри из 101 эксперта)
- 1993 — Спецприз жюри открытого кинофестиваля «Кинотавр» «За уникальный вклад в развитие Российского кино»
- 1993 — Приз кинокритиков «Кинотавр»
- 1993 — Приз киноклубов «Кинотавр»
- 1993 — Приз за лучшую режиссуру МКФ «Золотой Витязь» (Югославия)
- 1993 — Профессиональная премия киноассоциации «Ленфильм» «Лучший режиссёр года» за фильм «Барабаниада»
- 1993 — Профессиональная премия киноассоциации «Ленфильм» «Лучший сценарист года» за фильм «Барабаниада»
- 1994 — Заслуженный деятель искусств Российской Федерации (12 января 1994 года) — за заслуги в области киноискусства[2].
- 1996 — «Лучший кинорежиссёр года» приз Берлинской академии искусств
- 1996 — Стипендия города Берлина в рамках «Нипков-программы»
- 1999 — Гран-При «Золотой медведь» Берлинского кинофестиваля за короткометражный фильм
- 1999 — приз Российской Академии кинематографических искусств «Ника» за лучший анимационный фильм
- 1999 — «Лучшая анимация» главный приз в номинации (Канада, Торонто)
- 1999 — Приз за лучший фильм VI международного фестиваля анимационных фильмов «Крок»
- 1999 — Приз за лучшую режиссуру на фестивале «Окно в Европу», Выборг
- 1999 — Приз за лучший фильм фестиваля «Чёрные ночи», Таллин
- 2016 — Медаль ордена «За заслуги перед Отечеством» II степени (26 октября 2016 года) — за большие заслуги в развитии отечественной культуры и искусства, многолетнюю плодотворную деятельность[3].